# اینکا پاقچا
اینکا پاقچا (به اسپانیایی: Inka Paqcha) یک کوه در پرو است که در منطقه آیاکوچو واقع شده‌است. اینکا پاقچا ۴٬۴۰۰ متر بالاتر از سطح دریا واقع شده‌است.